# Det første Øltog forlader Carlsbergs Godsstation
Det første Øltog forlader Carlsbergs Godsstation er en dansk virksomhedsfilm fra 1937 med ukendt instruktør.

## Handling
Det første øltog forlader Carlsbergs Godsstation i København paa Bryggeriernes 90-års fødselsdag d. 10. november 1937. Der skåles i 'håndbajere', og toget kører under Carlsbergbroen, hvor tilskuere er stimlet sammen. Godsstationen, der populært blev kaldt for Station Hof, lå hvor Ny Tap senere blev anlagt. I dag ligger Carlsberg Station på stedet.